# René Gâteaux
René Eugène Gâteaux (* 5. Mai 1889 in Vitry-le-François; † 3. Oktober 1914 in Rouvroy nahe Lens) war ein französischer Mathematiker.

## Leben
Gateaux war ein Schüler von Jacques Hadamard. Ab 1907 studierte er an der École Normale Supérieure und legte 1910 die Agrégation in Mathematik ab. Nach dem Militärdienst wurde er 1912 Gymnasiallehrer in Bar-le-Duc. 1913–1914 war er für seine Promotionsstudien mit einem Stipendium in Rom bei Vito Volterra, wo er mehrere Noten in den Rendicondi der Accademia dei Lincei veröffentlichte. Er wurde 1914 als Reserveleutnant zur Infanterie eingezogen und fiel noch während der ersten Monate des Ersten Weltkriegs.
Er ist vor allem für die Gâteaux-Ableitung bekannt. Ein Teil seines Werkes wurde erst posthum von Paul Lévy veröffentlicht.
1916 erhielt er posthum den Prix Francoeur der französischen Akademie auf Betreiben von Jacques Hadamard.